# Final de la Primera B 2016 (Colombia)
La final de la Categoría Primera B 2016 fueron una serie de partidos de fútbol que se jugarán los días 5 y 10 de diciembre de 2016 para definir al campeón de la la Primera B, del fútbol profesional en Colombia.
La disputaron los ganadores de los cuadrangulares semifinales del Grupo A y el Grupo B: Tigres y América de Cali respectivamente.
Los equipos clasificados obtuvieron el ascenso directo a la máxima categoría del fútbol colombiano para la temporada 2017. El vencedor de esta serie se posesionó como el ganador del Torneo en 2016.

## Llave
|                       | vs. | Bandera de Cundinamarca |
| --------------------- | --- | ----------------------- |
| América de Cali 2 3 5 | vs. | Tigres 0 1              |

## Estadios
| Cali                              | Bogotá                         |
| --------------------------------- | ------------------------------ |
| Estadio Olímpico Pascual Guerrero | Estadio Metropolitano de Techo |
| Capacidad: 38.000                 | Capacidad: 10.000              |
|                                   |                                |

## Camino a la final

### América de Cali
| Fecha                                                                                                 | Fase               | Estadio                                      | Local             | Resultado | Visitante         |
| --- | ------------------ | -------------------------------------------- | ----------------- | --------- | ----------------- |
| 22 de febrero                                                                                         | Todos contra todos | Olímpico Pascual Guerrero, Cali              | América de Cali   | 1 : 0     | Real Santander    |
| 29 de febrero                                                                                         | Todos contra todos | Francisco Rivera Escobar, Palmira            | Orsomarso         | 1 : 5     | América de Cali   |
| 7 de marzo                                                                                            | Todos contra todos | Olímpico Pascual Guerrero, Cali              | América de Cali   | 2 : 2     | Universitario     |
| 13 de marzo                                                                                           | Todos contra todos | John Jairo Tréllez, Turbo                    | Leones            | 0 : 0     | América de Cali   |
| 21 de marzo                                                                                           | Todos contra todos | Olímpico Pascual Guerrero, Cali              | América de Cali   | 2 : 2     | Llaneros          |
| 26 de marzo                                                                                           | Todos contra todos | Metropolitano de Techo, Bogotá               | Bogotá F.C.       | 1 : 0     | América de Cali   |
| 4 de abril                                                                                            | Todos contra todos | Olímpico Pascual Guerrero, Cali              | Atlético          | 0 : 4     | América de Cali   |
| 11 de abril                                                                                           | Todos contra todos | Olímpico Pascual Guerrero, Cali              | América de Cali   | 2 : 1     | Tigres            |
| 18 de abril                                                                                           | Todos contra todos | Hernán Ramírez Villegas, Pereira             | Deportivo Pereira | 1 : 0     | América de Cali   |
| 21 de abril                                                                                           | Todos contra todos | Olímpico Pascual Guerrero, Cali              | América de Cali   | 0 : 0     | Atlético          |
| 25 de abril                                                                                           | Todos contra todos | Olímpico Pascual Guerrero, Cali              | América de Cali   | 2 : 0     | Deportes Quindío  |
| 2 de mayo                                                                                             | Todos contra todos | Metropolitano Roberto Meléndez, Barranquilla | Barranquilla F.C. | 0 : 0     | América de Cali   |
| 9 de mayo                                                                                             | Todos contra todos | Olímpico Pascual Guerrero, Cali              | América de Cali   | 1 : 0     | Real Cartagena    |
| 16 de mayo                                                                                            | Todos contra todos | Armando Maestre Pavajeau, Valledupar         | Valledupar F.C.   | 3 : 0     | América de Cali   |
| 23 de mayo                                                                                            | Todos contra todos | Olímpico Pascual Guerrero, Cali              | América de Cali   | 1 : 0     | Unión Magdalena   |
| 29 de mayo                                                                                            | Todos contra todos | General Santander, Cúcuta                    | Cúcuta Deportivo  | 2 : 0     | América de Cali   |
| 4 de julio                                                                                            | Todos contra todos | Olímpico Pascual Guerrero, Cali              | Atlético          | 0 : 2     | América de Cali   |
| 17 de julio                                                                                           | Todos contra todos | Olímpico Pascual Guerrero, Cali              | América de Cali   | 0 : 0     | Orsomarso         |
| 21 de julio                                                                                           | Todos contra todos | Álvaro Gómez Hurtado, Floridablanca          | Real Santander    | 1 : 1     | América de Cali   |
| 24 de julio                                                                                           | Todos contra todos | Ciro López, Popayán                          | Universitario     | 0 : 1     | América de Cali   |
| 2 de agosto                                                                                           | Todos contra todos | Olímpico Pascual Guerrero, Cali              | América de Cali   | 2 : 0     | Leones            |
| 7 de agosto                                                                                           | Todos contra todos | Manuel Calle Lombana, Villavicencio          | Llaneros          | 1 : 1     | América de Cali   |
| 15 de agosto                                                                                          | Todos contra todos | Olímpico Pascual Guerrero, Cali              | América de Cali   | 4 : 2     | Bogotá F.C.       |
| 22 de agosto                                                                                          | Todos contra todos | Olímpico Pascual Guerrero, Cali              | América de Cali   | 5 : 0     | Atlético          |
| 27 de agosto                                                                                          | Todos contra todos | Luis Carlos Galán Sarmiento, Soacha          | Tigres            | 1 : 1     | América de Cali   |
| 4 de septiembre                                                                                       | Todos contra todos | Olímpico Pascual Guerrero, Cali              | América de Cali   | 1 : 1     | Deportivo Pereira |
| 12 de septiembre                                                                                      | Todos contra todos | Centenario, Armenia                          | Deportes Quindío  | 0 : 1     | América de Cali   |
| 19 de septiembre                                                                                      | Todos contra todos | Olímpico Pascual Guerrero, Cali              | América de Cali   | 1 : 0     | Barranquilla F.C. |
| 28 de septiembre                                                                                      | Todos contra todos | Olímpico Jaime Morón León, Cartagena         | Real Cartagena    | 2 : 2     | América de Cali   |
| 3 de octubre                                                                                          | Todos contra todos | Olímpico Pascual Guerrero, Cali              | América de Cali   | 3 : 1     | Valledupar F.C.   |
| 9 de octubre                                                                                          | Todos contra todos | Municipal de Ciénaga, Ciénaga                | Unión Magdalena   | 1 : 2     | América de Cali   |
| 17 de octubre                                                                                         | Todos contra todos | Olímpico Pascual Guerrero, Cali              | América de Cali   | 1 : 1     | Cúcuta Deportivo  |
| América de Cali avanzó de fase como segundo (2°) en el todos contra todos con 60 puntos.              |                    |                                              |                   |           |                   |
| 25 de octubre                                                                                         | Cuadrangulares     | Centenario, Armenia                          | Deportes Quindío  | 1 : 0     | América de Cali   |
| 1 de noviembre                                                                                        | Cuadrangulares     | Olímpico Pascual Guerrero, Cali              | América de Cali   | 2 : 0     | Universitario     |
| 7 de noviembre                                                                                        | Cuadrangulares     | Olímpico Pascual Guerrero, Cali              | América de Cali   | 2 : 1     | Real Cartagena    |
| 13 de noviembre                                                                                       | Cuadrangulares     | Olímpico Jaime Morón León, Cartagena         | Real Cartagena    | 0 : 2     | América de Cali   |
| 20 de noviembre                                                                                       | Cuadrangulares     | Ciro López, Popayán                          | Universitario     | 1 : 1     | América de Cali   |
| 27 de noviembre                                                                                       | Cuadrangulares     | Olímpico Pascual Guerrero, Cali              | América de Cali   | 2 : 1     | Deportes Quindío  |
| América de Cali ascendió a Primera División y avanzó a la final como líder del Grupo B con 13 puntos. |                    |                                              |                   |           |                   |

|  |                             |
|  | Triunfo de América de Cali. |
|  | Empate.                     |
|  | Derrota de América de Cali. |

### Tigres
| Fecha                                                                                        | Fase               | Estadio                                      | Local             | Resultado | Visitante         |
| -------------------------------------------------------------------------------------------- | ------------------ | -------------------------------------------- | ----------------- | --------- | ----------------- |
| 14 de febrero                                                                                | Todos contra todos | Luis Carlos Galán Sarmiento, Soacha          | Tigres            | 1 : 1     | Deportivo Pereira |
| 21 de febrero                                                                                | Todos contra todos | Metropolitano Roberto Meléndez, Barranquilla | Barranquilla F.C. | 0 : 2     | Tigres            |
| 27 de febrero                                                                                | Todos contra todos | Luis Carlos Galán Sarmiento, Soacha          | Tigres            | 1 : 0     | Valledupar F.C.   |
| 6 de marzo                                                                                   | Todos contra todos | General Santander, Cúcuta                    | Cúcuta Deportivo  | 2 : 0     | Tigres            |
| 12 de marzo                                                                                  | Todos contra todos | Luis Carlos Galán Sarmiento, Soacha          | Tigres            | 2 : 0     | Real Santander    |
| 20 de marzo                                                                                  | Todos contra todos | Ciro López, Popayán                          | Universitario     | 2 : 3     | Tigres            |
| 2 de abril                                                                                   | Todos contra todos | Metropolitano de Techo, Bogotá               | Bogotá F.C.       | 1 : 1     | Tigres            |
| 11 de abril                                                                                  | Todos contra todos | Olímpico Pascual Guerrero, Cali              | América de Cali   | 2 : 1     | Tigres            |
| 17 de abril                                                                                  | Todos contra todos | Centenario, Armenia                          | Deportes Quindío  | 1 : 2     | Tigres            |
| 23 de abril                                                                                  | Todos contra todos | Luis Carlos Galán Sarmiento, Soacha          | Tigres            | 0 : 0     | Real Cartagena    |
| 30 de abril                                                                                  | Todos contra todos | Federico Serrano Soto, Riohacha              | Unión Magdalena   | 0 : 0     | Tigres            |
| 7 de mayo                                                                                    | Todos contra todos | Luis Carlos Galán Sarmiento, Soacha          | Tigres            | 0 : 0     | Atlético          |
| 14 de mayo                                                                                   | Todos contra todos | Francisco Rivera Escobar, Palmira            | Orsomarso         | 0 : 0     | Tigres            |
| 21 de mayo                                                                                   | Todos contra todos | Luis Carlos Galán Sarmiento, Soacha          | Tigres            | 1 : 0     | Leones            |
| 25 de mayo                                                                                   | Todos contra todos | Luis Carlos Galán Sarmiento, Soacha          | Tigres            | 0 : 0     | Llaneros          |
| 28 de mayo                                                                                   | Todos contra todos | Luis Carlos Galán Sarmiento, Soacha          | Tigres            | 3 : 2     | Bogotá F.C.       |
| 3 de julio                                                                                   | Todos contra todos | Hernán Ramírez Villegas, Pereira             | Deportivo Pereira | 3 : 0     | Tigres            |
| 9 de julio                                                                                   | Todos contra todos | Luis Carlos Galán Sarmiento, Soacha          | Tigres            | 1 : 0     | Barranquilla F.C. |
| 16 de julio                                                                                  | Todos contra todos | Armando Maestre Pavajeau, Valledupar         | Valledupar F.C.   | 0 : 0     | Tigres            |
| 23 de julio                                                                                  | Todos contra todos | Luis Carlos Galán Sarmiento, Soacha          | Tigres            | 1 : 0     | Cúcuta Deportivo  |
| 31 de julio                                                                                  | Todos contra todos | Álvaro Gómez Hurtado, Floridablanca          | Real Santander    | 2 : 0     | Tigres            |
| 6 de agosto                                                                                  | Todos contra todos | Luis Carlos Galán Sarmiento, Soacha          | Tigres            | 1 : 0     | Universitario     |
| 14 de agosto                                                                                 | Todos contra todos | Manuel Calle Lombana, Villavicencio          | Llaneros          | 0 : 1     | Tigres            |
| 22 de agosto                                                                                 | Todos contra todos | Metropolitano de Techo, Bogotá               | Bogotá F.C.       | 0 : 0     | Tigres            |
| 27 de agosto                                                                                 | Todos contra todos | Luis Carlos Galán Sarmiento, Soacha          | Tigres            | 1 : 1     | América de Cali   |
| 3 de septiembre                                                                              | Todos contra todos | Luis Carlos Galán Sarmiento, Soacha          | Tigres            | 0 : 0     | Deportes Quindío  |
| 11 de septiembre                                                                             | Todos contra todos | Olímpico Jaime Morón León, Cartagena         | Real Cartagena    | 2 : 1     | Tigres            |
| 17 de septiembre                                                                             | Todos contra todos | Luis Carlos Galán Sarmiento, Soacha          | Tigres            | 0 : 0     | Unión Magdalena   |
| 25 de septiembre                                                                             | Todos contra todos | Olímpico Pascual Guerrero, Cali              | Atlético          | 1 : 0     | Tigres            |
| 30 de septiembre                                                                             | Todos contra todos | Luis Carlos Galán Sarmiento, Soacha          | Tigres            | 2 : 0     | Orsomarso         |
| 9 de octubre                                                                                 | Todos contra todos | Polideportivo Sur, Envigado                  | Leones            | 2 : 1     | Tigres            |
| 17 de octubre                                                                                | Todos contra todos | Luis Carlos Galán Sarmiento, Soacha          | Tigres            | 0 : 2     | Bogotá F.C.       |
| Tigres avanzó de fase como sexto (6°) en el todos contra todos con 48 puntos.                |                    |                                              |                   |           |                   |
| 22 de octubre                                                                                | Cuadrangulares     | Luis Carlos Galán Sarmiento, Soacha          | Tigres            | 1 : 0     | Bogotá F.C.       |
| 29 de octubre                                                                                | Cuadrangulares     | Ditaires, Itagüí                             | Leones            | 1 : 1     | Tigres            |
| 6 de noviembre                                                                               | Cuadrangulares     | Hernán Ramírez Villegas, Pereira             | Deportivo Pereira | 0 : 0     | Tigres            |
| 12 de noviembre                                                                              | Cuadrangulares     | Luis Carlos Galán Sarmiento, Soacha          | Tigres            | 0 : 2     | Deportivo Pereira |
| 19 de noviembre                                                                              | Cuadrangulares     | Luis Carlos Galán Sarmiento, Soacha          | Tigres            | 2 : 1     | Leones            |
| 28 de noviembre                                                                              | Cuadrangulares     | Metropolitano de Techo, Bogotá               | Bogotá F.C.       | 0 : 1     | Tigres            |
| Tigres ascendió a Primera División y avanzó a la final como líder del Grupo A con 11 puntos. |                    |                                              |                   |           |                   |

|  |                    |
|  | Triunfo de Tigres. |
|  | Empate.            |
|  | Derrota de Tigres. |

## Estadísticas previas
A continuación se encuentran tabuladas las estadísticas de América de Cali en las fases previas a la final: todos contra todos y cuadrangulares. De la siguiente forma:
| Equipos         | PJ | PG | PE | PP | GF | GC | Dif. | Pts. | Rend.  |
| --------------- | -- | -- | -- | -- | -- | -- | ---- | ---- | ------ |
| América de Cali | 38 | 20 | 13 | 5  | 57 | 28 | 29   | 73   | 64,0 % |
| Tigres          | 38 | 15 | 14 | 9  | 31 | 28 | 3    | 59   | 51,8 % |

## Resultados
| 5 de diciembre de 2016, 19:30 Win Sports | Tigres | 0:2 (0:2) | América de Cali                | Estadio Metropolitano de Techo, Bogotá                       |                                                              |
|                                          |        | Reporte   | Lasso 33' (a.g.) · Vásquez 42' | Asistencia: 16.543 espectadores Árbitro(s): Bismark Santiago | Asistencia: 16.543 espectadores Árbitro(s): Bismark Santiago |

| 10 de diciembre de 2016, 19:00 Win Sports | América de Cali                     | 3:1 (2:0) | Tigres     | Estadio Pascual Guerrero, Cali                           |                                                          |
|                                           | B. Angulo 24' 51' · C. Martínez 45' | Reporte   | Rivera 71' | Asistencia: 58.324 espectadores Árbitro(s): Jorge Guzmán | Asistencia: 58.324 espectadores Árbitro(s): Jorge Guzmán |

### Partido de ida
| 12         | Guardameta     | César Giraldo     |     |
| 2          | Defensa        | David Uribe       |     |
| 16         | Defensa        | Carlos Lasso      |     |
| 32         | Defensa        | Jorge Lozano      |     |
| 34         | Defensa        | Fabián Mosquera   |     |
| 6          | Centrocampista | Jhonny Rivera     |     |
| 7          | Centrocampista | Diego Gómez       |     |
| 10         | Centrocampista | Johan Muñoz       |     |
| 28         | Centrocampista | Luis Lazcano      | 57' |
| 9          | Delantero      | Ethan González    |     |
| 21         | Delantero      | Wilson Mena       | 67' |
| Entrenador | Entrenador     | John Jairo Bodmer |     |

| 1          | Guardameta     | Carlos Bejarano         | 69' |
| 2          | Defensa        | Efraín Cortés           |     |
| 4          | Defensa        | Diego Herner            |     |
| 22         | Defensa        | Arnol Palacios          |     |
| 30         | Defensa        | Jarol Martínez          |     |
| 7          | Centrocampista | Aníbal Hernández        |     |
| 10         | Centrocampista | Brayan Angulo           | 83' |
| 11         | Centrocampista | Jonathan Álvarez        |     |
| 25         | Centrocampista | Jhonny Vásquez          |     |
| 9          | Delantero      | Ernesto Farías          | 69' |
| 19         | Delantero      | Cristian Martínez Borja |     |
| Entrenador | Entrenador     | Hernán Torres           |     |

| 17 | DEF | Felipe Ávila    | 57' |
| 30 | DEL | Daniel Peñaloza | 67' |

| 23 | POR | Sebastián Fuentes | 69' |
| 8  | MED | David Ferreira    | 69' |
| 17 | MED | William Arboleda  | 83' |

| Autogol | 33' | Carlos Lasso   | 0-1 |
| Anotado | 42' | Jhonny Vásquez | 0-2 |

| Amonestado | 29' | Wilson Mena   |
| Amonestado | 54' | Jhonny Rivera |

| Amonestado | 87'   | Efraín Cortés |
| Amonestado | 90+2' | Diego Herner  |

| Árbitro             | Bismark Santiago  |
| Árbitros asistentes | Javier Zemanate   |
| Árbitros asistentes | Jonathan Paniagua |
| Cuarto árbitro      | Mauricio Pérez    |
| Asesor arbitral     | José Borbón       |

| 12         | Guardameta     | César Giraldo     |     |
| 2          | Defensa        | David Uribe       |     |
| 16         | Defensa        | Carlos Lasso      |     |
| 32         | Defensa        | Jorge Lozano      |     |
| 34         | Defensa        | Fabián Mosquera   |     |
| 6          | Centrocampista | Jhonny Rivera     |     |
| 7          | Centrocampista | Diego Gómez       |     |
| 10         | Centrocampista | Johan Muñoz       |     |
| 28         | Centrocampista | Luis Lazcano      | 57' |
| 9          | Delantero      | Ethan González    |     |
| 21         | Delantero      | Wilson Mena       | 67' |
| Entrenador | Entrenador     | John Jairo Bodmer |     |

| 1          | Guardameta     | Carlos Bejarano         | 69' |
| 2          | Defensa        | Efraín Cortés           |     |
| 4          | Defensa        | Diego Herner            |     |
| 22         | Defensa        | Arnol Palacios          |     |
| 30         | Defensa        | Jarol Martínez          |     |
| 7          | Centrocampista | Aníbal Hernández        |     |
| 10         | Centrocampista | Brayan Angulo           | 83' |
| 11         | Centrocampista | Jonathan Álvarez        |     |
| 25         | Centrocampista | Jhonny Vásquez          |     |
| 9          | Delantero      | Ernesto Farías          | 69' |
| 19         | Delantero      | Cristian Martínez Borja |     |
| Entrenador | Entrenador     | Hernán Torres           |     |

| 17 | DEF | Felipe Ávila    | 57' |
| 30 | DEL | Daniel Peñaloza | 67' |

| 23 | POR | Sebastián Fuentes | 69' |
| 8  | MED | David Ferreira    | 69' |
| 17 | MED | William Arboleda  | 83' |

| Autogol | 33' | Carlos Lasso   | 0-1 |
| Anotado | 42' | Jhonny Vásquez | 0-2 |

| Amonestado | 29' | Wilson Mena   |
| Amonestado | 54' | Jhonny Rivera |

| Amonestado | 87'   | Efraín Cortés |
| Amonestado | 90+2' | Diego Herner  |

| Árbitro             | Bismark Santiago  |
| Árbitros asistentes | Javier Zemanate   |
| Árbitros asistentes | Jonathan Paniagua |
| Cuarto árbitro      | Mauricio Pérez    |
| Asesor arbitral     | José Borbón       |

### Partido de vuelta
| 23         | Guardameta     | Sebastián Fuentes       |     |
| 2          | Defensa        | Efraín Cortés           |     |
| 4          | Defensa        | Diego Herner            |     |
| 22         | Defensa        | Arnol Palacios          |     |
| 30         | Defensa        | Jarol Martínez          |     |
| 6          | Centrocampista | Camilo Ayala            |     |
| 10         | Centrocampista | Brayan Angulo           | 56' |
| 20         | Centrocampista | Jeison Lucumí           | 67' |
| 25         | Centrocampista | Jhonny Vásquez          |     |
| 9          | Delantero      | Ernesto Farías          | 73' |
| 19         | Delantero      | Cristian Martínez Borja |     |
| Entrenador | Entrenador     | Hernán Torres           |     |

| 12         | Guardameta     | César Giraldo      |     |
| 16         | Defensa        | Carlos Lasso       |     |
| 17         | Defensa        | Felipe Ávila       |     |
| 32         | Defensa        | Jorge Lozano       |     |
| 34         | Defensa        | Fabián Mosquera    |     |
| 6          | Centrocampista | Jhonny Rivera      |     |
| 7          | Centrocampista | Diego Gómez        |     |
| 10         | Centrocampista | Johan Muñoz        |     |
| 25         | Centrocampista | Harrinson Mancilla |     |
| 9          | Delantero      | Ethan González     |     |
| 21         | Delantero      | Wilson Mena        | 63' |
| Entrenador | Entrenador     | John Jairo Bodmer  |     |

| 11 | MED | Jonathan Álvarez | 56' |
| 17 | MED | William Arboleda | 67' |
| 8  | MED | David Ferreira   | 73' |

| 23 | DEL | Daniel Peñaloza | 63' |

| Anotado | 24' | Brayan Angulo           | 1-0 |
| Anotado | 45' | Cristian Martínez Borja | 2-0 |
| Anotado | 51' | Brayan Angulo           | 3-0 |

| Anotado | 71' | Jhonny Rivera | 3-1 |

| Amonestado | 66' | Camilo Ayala |

| Amonestado | 27' | Ethan González     |
| Amonestado | 77' | Harrinson Mancilla |

| Árbitro             | Jorge Guzmán  |
| Árbitros asistentes | Julio Sierra  |
| Árbitros asistentes | Javier Patiño |
| Cuarto árbitro      | Jhon Ospina   |

| 23         | Guardameta     | Sebastián Fuentes       |     |
| 2          | Defensa        | Efraín Cortés           |     |
| 4          | Defensa        | Diego Herner            |     |
| 22         | Defensa        | Arnol Palacios          |     |
| 30         | Defensa        | Jarol Martínez          |     |
| 6          | Centrocampista | Camilo Ayala            |     |
| 10         | Centrocampista | Brayan Angulo           | 56' |
| 20         | Centrocampista | Jeison Lucumí           | 67' |
| 25         | Centrocampista | Jhonny Vásquez          |     |
| 9          | Delantero      | Ernesto Farías          | 73' |
| 19         | Delantero      | Cristian Martínez Borja |     |
| Entrenador | Entrenador     | Hernán Torres           |     |

| 12         | Guardameta     | César Giraldo      |     |
| 16         | Defensa        | Carlos Lasso       |     |
| 17         | Defensa        | Felipe Ávila       |     |
| 32         | Defensa        | Jorge Lozano       |     |
| 34         | Defensa        | Fabián Mosquera    |     |
| 6          | Centrocampista | Jhonny Rivera      |     |
| 7          | Centrocampista | Diego Gómez        |     |
| 10         | Centrocampista | Johan Muñoz        |     |
| 25         | Centrocampista | Harrinson Mancilla |     |
| 9          | Delantero      | Ethan González     |     |
| 21         | Delantero      | Wilson Mena        | 63' |
| Entrenador | Entrenador     | John Jairo Bodmer  |     |

| 11 | MED | Jonathan Álvarez | 56' |
| 17 | MED | William Arboleda | 67' |
| 8  | MED | David Ferreira   | 73' |

| 23 | DEL | Daniel Peñaloza | 63' |

| Anotado | 24' | Brayan Angulo           | 1-0 |
| Anotado | 45' | Cristian Martínez Borja | 2-0 |
| Anotado | 51' | Brayan Angulo           | 3-0 |

| Anotado | 71' | Jhonny Rivera | 3-1 |

| Amonestado | 66' | Camilo Ayala |

| Amonestado | 27' | Ethan González     |
| Amonestado | 77' | Harrinson Mancilla |

| Árbitro             | Jorge Guzmán  |
| Árbitros asistentes | Julio Sierra  |
| Árbitros asistentes | Javier Patiño |
| Cuarto árbitro      | Jhon Ospina   |

|                                       |
| Campeón América de Cali Primer título |